# Diecezja Segorbe-Castellónu
Diecezja Segorbe-Castellónu, łac. Dioecesis Segobricensis-Castellionensis – diecezja Kościoła rzymskokatolickiego w Hiszpanii. Należy do metropolii walenckiej. Została erygowana w VI w.